# گایسا
گایسا (به اسپانیایی: Guisa) یک منطقهٔ مسکونی در کوبا است که در استان گرانما واقع شده‌است. گایسا ۵۹۶ کیلومتر مربع مساحت و ۵۰٬۹۲۳ نفر جمعیت دارد و ۱۹۰ متر بالاتر از سطح دریا واقع شده‌است.

## خواهرخوانده
شهر چریانا خواهرخواندهٔ گایسا هست.